# Ferdinand Canning Scott Schiller
Ferdinand Canning Scott Schiller (Hamburgo-Altona (Dinamarca), 16 de agosto de 1864-9 de agosto de 1937) fue un filósofo pragmatista germano-británico. Es uno de los padres fundadores del pragmatismo, junto con Dewey y Peirce. Fue un gran polemista y participó en todas las discusiones filosóficas de su tiempo. A pesar de su popularidad en vida, tras su muerte fue prácticamente olvidado.

## Trayectoria
Schiller estudió en la Universidad de Oxford, donde más tarde fue profesor tras pasar un periodo en la Universidad de Cornell. También dio clases en la Universidad de California del Sur.
La filosofía de Schiller es muy similar y se suele asociar con la del pragmatismo de William James, aunque personalmente Schiller se refería a ella como «humanismo» y la entendía como una crítica a todos los sistemas filosóficos, pues «trataba de proponer un nuevo mundo basado en la contingencia y la fragilidad de nuestros conceptos lógicos, morales y científicos». Particularmente, se enfrentó con energía tanto al positivismo lógico y a los filósofos relacionados (por ejemplo, Bertrand Russell), como al idealismo absoluto (por ejemplo, el de F.H. Bradley).
Schiller fue uno de los primeros intelectuales que apoyaron la idea de la evolución, a la que consideraba en el origen de su filosofía, y miembro fundador de la English Eugenics Society.